# ArvinMeritor
ArvinMeritor este o companie producătoare de componente auto cu sediul în Troy, Michigan.
Cu o prezență în 24 de țări și listată la bursa din New York, compania produce sisteme integrate, module și componente pentru industria auto.

## ArvinMeritor în România
Compania deține în România, la Salonta, o facilitate de producție macarale, cabluri, încuietori și sisteme automatice pentru geamuri auto pentru fabrica Dacia.
Fabrica din România a fost inaugurată la începutul anului 2008 și are o suprafață de 5.400 mp și un total de aproximativ 150 de angajați.
Pe piața locală compania a avut afaceri de 3 milioane euro în anul 2009.